# Alvin Kraenzlein
Alvin Christian „Al“ Kraenzlein (* 12. Dezember 1876 in Milwaukee, Wisconsin; † 6. Januar 1928 in Wilkes-Barre, Pennsylvania) war ein US-amerikanischer Leichtathlet. Er war der erste Sportler in der Geschichte der Olympischen Spiele der Neuzeit, der vier Olympiasiege in Einzelwettbewerben erzielen konnte (vor 1904 noch mit Silbermedaillen belohnt).

## Karriere
Sein sportliches Talent zeigte Kraenzlein bereits an der East Side High School in seiner Heimatstadt Milwaukee und ab 1895 als Student an der University of Wisconsin. Der seinerzeit erfolgreichste Trainer in der US-amerikanischen Leichtathletik, Mike Murphy, bemerkte frühzeitig Kraenzleins Talent und überzeugte ihn, zur University of Pennsylvania zu wechseln, wo er Zahnmedizin studierte und 1900 mit dem Titel eines Doctor of Dental Surgery (D.D.S.) abschloss.
Den ersten Leichtathletiktitel gewann Kraenzlein 1897 bei den Meisterschaften der Amateur Athletic Union (AAU), was den nationalen Meisterschaften der USA entsprach, im Hürdenlauf über 220 Yards. Er wiederholte diesen Erfolg 1898 und 1899 und holte sich in diesen Jahren auch noch den Titel im Hürdenlauf über 110 Yards. Auch bei den Meisterschaften der Intercollegiate Association of Amateur Athletes of America (IC4A), was den Studentenmeisterschaften in den USA entsprach, war er von 1898 bis 1900 über diese beiden Strecken jeweils unschlagbar.
Seine Erfolge im Hürdenlauf waren das Ergebnis einer von ihm entwickelten neuen Hürdentechnik. Er überquerte die Hürden mit dem gerade nach vorn gestreckten Führungsbein und erzielte so einen flüssigen Lauf, ohne vor den Hürden viel Tempo zu verlieren. Dieser Laufstil wird noch heute in fast unveränderter Form praktiziert.
Zur Umsetzung der neuen Hürdentechnik bedurfte es einer gewissen Schnelligkeit und eines enormen Sprungvermögens. Kraenzlein verfügte über beides. So verwunderte es nicht, wenn er neben seinen Erfolgen im Hürdenlauf auch im Weitsprung 1899 Meister der AAU und der IC4A wurde, sowie 1900 Meister der AAU über 100 Yards. In nur vier Jahren gewann er so 8 Studentenmeisterschaften und 6 nationale Meisterschaften.
Zusammen mit einer Reihe von Studienkollegen der Universität Pennsylvania schickte man Kraenzlein auf die Reise zu den Olympischen Spielen 1900 nach Paris. Bei einem Zwischenaufenthalt in England nahm er, nur wenige Tage vor Beginn der Leichtathletikwettbewerbe in Paris, an den Meisterschaften der Amateur Athletic Association (AAA) teil, was den britischen Meisterschaften entsprach. Er gewann den Hürdenlauf über 120 Yards vor seinem späteren Konkurrenten bei den Olympischen Spielen, Norman Pritchard. Außerdem holte er sich auch noch den Sieg im Weitsprung.
Bei den Olympischen Spielen in Paris wurde er seiner Favoritenrolle gerecht. In allen vier Disziplinen, in denen er an den Start ging, im 60-Meter-Lauf, im 110-Meter-Hürdenlauf, im 200-Meter-Hürdenlauf und im Weitsprung, gewann er die Goldmedaille. Bei seinen Siegen stellte er zwei Weltrekorde (7,0 s über 60 m und 15,4 s über 110 m Hürden) und zwei olympische Rekorde (25,4 s über 200 m Hürden und 7,185 m im Weitsprung auf).

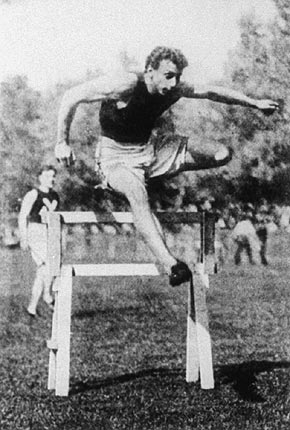
Alvin Kraenzlein beim Hürdenlauf

Bemerkenswert war sein Sieg im Weitsprung. Sein schärfster Konkurrent, Meyer Prinstein, erzielte in der Qualifikation eine Weite von 7,175 m, Kraenzlein lediglich 6,93 m. Zum Finalwettkampf, der an einem Sonntag ausgetragen wurde, trat Prinstein nicht an, da dessen Universität (die Methodistische Universität von Syracuse) ihm für den Fall eines Starts mit der Exmatrikulation drohte. Die Qualifikationsweiten wurde jedoch gewertet und Kraenzlein hatte im Finale die Chance, die Leistung von Prinstein zu überbieten. Es gelang ihm tatsächlich, wenn auch nur um einen Zentimeter.
Die Platzierungen bei Olympischen Spielen für Alvin Christian Kraenzlein:
- II. Olympische Spiele 1900, Paris
  - 60 m – Gold[1] mit 7,0 s (Silber an Walter Tewksbury aus den USA mit 7,1 s; Bronze an Stan Rowley aus Australien mit 7,2 s)
  - 110 m Hürden – Gold mit 15,4 s (Silber an John McLean aus den USA mit 15,5 s; Bronze an Frederick Moloney aus den USA mit 15,6 s)
  - 200 m Hürden – Gold mit 25,4 s (Silber an Norman Pritchard aus Indien mit 26,6 s; Bronze an Walter Tewksbury aus den USA mit 26,9 s)
  - Weitsprung – Gold mit 7,185 m (Silber an Meyer Prinstein aus den USA mit 7,175 m; Bronze an Patrick Leahy aus dem Vereinigten Königreich mit 6,95 m)

Anmerkung: Mit Ausnahme der Zeit des Siegers sind die Laufzeiten geschätzt, da es für die Platzierten keine Zeitmessung gab. Bei ihnen wurde der Rückstand auf den Sieger oder Vorplatzierten mit einer Längenangabe festgestellt.
1901 beteiligte sich Kraenzlein während eines Aufenthaltes in England noch einmal an den Meisterschaften der AAA und siegte erneut im Hürdenlauf über 120 Yards. Dies war sein letzter großer Titel, danach zog er sich vom aktiven Leistungssport zurück. Zu diesem Zeitpunkt hielt er noch sechs Weltrekorde, die zu jener Zeit noch keinen offiziellen Charakter besaßen.
Zunächst arbeitete er einige Jahre als Zahnarzt in Philadelphia und heiratete Claudine Gilman. 1906 machte er erstmals als Trainer für die Leichtathletik an der University of Michigan und der Mercersburg Academy auf sich aufmerksam, wo er 1910 eine Professur zur Leibeserziehung übernahm. Zu seinen Studenten gehörte Ralph Craig, späterer zweifacher Olympiasieger bei den Olympischen Spielen 1912 in Stockholm.
Auf seiner aus Mitteln des Reichsinnenministerium finanzierten Reise im Herbst 1913 warb Carl Diem ihn als Reichstrainer nach Deutschland ab. Aufgrund der US-amerikanischen Erfolge bei den Olympischen Spielen 1908 und 1912 holten viele Staaten amerikanische Trainer. Zunächst veranstaltete Kraenzlein Lehrkurse für Sportlehrer der Leichtathletik, den ersten am 13. Oktober in Berlin. Er sollte auch Talente für die Olympiamannschaft finden. Kraenzlein hatte einen Vertrag bis Ende 1916, da nur bis zu den Olympischen Spielen (die für Berlin geplant waren), die Finanzierung durch das Reich sichergestellt war. Nach der Absage der Spiele wegen des Ersten Weltkrieges kehrte Alvin Kraenzlein in die USA zurück und diente als Ausbilder zur Körperertüchtigung in der Armee. Nach Kriegsende versuchte er sich wieder als Trainer, zunächst an der University of Pennsylvania und schließlich in Kuba.
Kraenzlein starb im Alter von 51 Jahren an einer Herzkrankheit.
1974 wurde Alvin Kraenzlein in die nationale Ruhmeshalle der US-Leichtathletik aufgenommen, National Track & Field Hall of Fame, und 1985 in die US-Olympic Hall of Fame.